# Kim Hak-sun (actor)
Kim Hak-sun (en hangul, 김학선; 24 de diciembre de 1970), es un actor surcoreano activo desde el año 2000, además de autor y director teatral.

## Vida personal
Está casado desde finales de los años 90 con la también actriz Kim Jung-young, junto a la que ha trabajado en algunas películas, como Merry Christmas Mr. Mo, así como en la serie Heard It Through the Grapevine, donde además sus personajes formaban una pareja casada. Aunque ella es dos años más joven, debutó cinco años antes que él. Tienen dos hijos.
En 2022 se difundieron falsos rumores a través de YouTube sobre una presunta relación extramatrimonial de ella, que dio lugar a acciones lugares promovidas por su agencia.

## Carrera
Kim tenía un contrato con la agencia Entertainment O, pero cuando fue adquirida por Starweave Entertainment en febrero de 2022 pasó a esta última.
Siendo aún estudiante universitario, empezó actuando en teatro, dentro de una compañía de pungmul (espectáculos de música y danza tradicional coreana). Tras una serie de actuaciones en el teatro Gaga de Daehangno, Seúl, empezó a resultarle difícil compaginar los estudios con su trabajo administrativo para la compañía de pungmul, de modo que dejó la compañía y aceptó un trabajo a tiempo parcial en el teatro Gaga. Posteriormente, asistió a la Academia de Artes Escénicas y comenzó a actuar en el teatro Yeonwoo. En el primer decenio del siglo trabajó principalmente en teatro, no solo como actor sino también como autor y director. Un ejemplo es su obra Her Spring, que se representó en 2009, y que trata el tema de la unificación de las dos Coreas a través de la historia de amor de tres hombres y tres mujeres.
En 2002 hizo su debut en cine con un papel en La puerta del retorno, de Hong Sang-soo. En el año 2000 se había presentado junto con su mujer a una audición, y fue elegido para una obra anterior de Hong, pero no salió adelante y lo volvió a llamar dos años después. Pese a que no quedó satisfecho con su trabajo, la respuesta que recibió fue entusiasta, e incluso Bong Joo-ho lo felicitó; a partir de entonces sus apariciones en cine se sucedieron regularmente. Entre sus papeles más conocidos en cine se encuentran A Million (2009), Juror 8, Moonlit Winter (ambas de 2019) y Vivo (2020).
En televisión debutó mucho más tarde, en 2012, pero desde entonces ha aparecido en un gran número de series, si bien por lo general con papeles pequeños. El director Ahn Pan-seok lo ha llamado para prácticamente todas las series que ha dirigido desde 2015 (Heard It Through the Grapevine) hasta 2025 (The Art of Negotiation), por lo que se le considera un miembro de la conocida como «división Pan-seok», el grupo de actores habituales para este.

## Filmografía

### Cine
| Año  | Título                             | Hangul                    | Papel                                     | Notas              | Ref.          |
| ---- | ---------------------------------- | ------------------------- | ----------------------------------------- | ------------------ | ------------- |
| 2002 | La puerta del retorno              | 생활의 발견               |                                           | Debut en cine      | [ 7 ] [ 8 ]   |
| 2005 | You Are My Sunshine                | 너는 내 운명              | Hombre que golpea en el motel             |                    | [ 7 ]         |
| 2005 | Les Formidables                    | 강적                      |                                           |                    |               |
| 2006 | The Host                           | 괴물                      | Sr. Kim, trabajador civil en el ejército  |                    | [ 11 ]        |
| 2007 | Shadows in the Palace              | 궁녀                      | Rey                                       |                    | [ 12 ]        |
| 2007 | Bank Attack                        | 마을금고연쇄습격사건      | Detective 1                               |                    |               |
| 2009 | A Million                          | 10억                      | Ha Seung-ho                               |                    | [ 13 ]        |
| 2010 | Boy                                | 굿바이 보이               | Repartidor de periódicos                  |                    |               |
| 2011 | Sorry, Thank You                   | 미안해, 고마워            | Agente inmobiliario                       |                    | [ 14 ]        |
| 2014 | Gyeongju                           | 경주                      | Kim Chang-hee                             |                    |               |
| 2014 | Entangled                          | 현기증                    | Seok-joo                                  |                    |               |
| 2015 | Memories of the Sword              | 협녀, 칼의 기억           | Aristócrata 2                             |                    |               |
| 2015 | Love and .....                     | 필름시대사랑              | Director                                  |                    | [ 15 ]        |
| 2016 | Vanishing Time: A Boy Who Returned | 가려진 시간               | Jefe de sección Park                      |                    |               |
| 2017 | Another Way                        | 다른 길이 있다            | Agente inmobiliario                       |                    |               |
| 2017 | A Single Rider                     | 싱글라이더                | Jefe de gerencia                          |                    |               |
| 2017 | The Mayor                          | 특별시민                  | Cartero                                   |                    |               |
| 2017 | Merry Christmas Mr. Mo             | 메리 크리스마스 미스터 모 | Yong-ho                                   |                    | [ 16 ] [ 17 ] |
| 2018 | I Have a Date with Spring          | 나와 봄날의 약속          | Profesor Jeon Eui-moo                     |                    | [ 18 ]        |
| 2018 | The Witness                        | 목격자                    | Jefe de equipo                            |                    |               |
| 2019 | Innocent Witness                   | 증인                      | Presidente del trib. de primera instancia |                    | [ 8 ]         |
| 2019 | A Haunting Hitchhike               | 히치하이크                | Yoon Yeong-ho                             |                    | [ 19 ]        |
| 2019 | Juror 8                            | 배심원들                  | Médico forense                            |                    | [ 20 ] [ 21 ] |
| 2019 | Moonlit Winter                     | 윤희에게                  | Yong-ho                                   |                    | [ 22 ] [ 23 ] |
| 2019 | Oh! My Gran                        | 오! 문희                  | Padre de Doo-won                          |                    | [ 24 ]        |
| 2019 | Winter's Night                     | 겨울밤에                  | Taxista                                   |                    | [ 25 ]        |
| 2020 | Vivo                               | #살아있다                 | Padre de Joon-woo                         |                    |               |
| 2021 | Dongbaek                           | 동백                      | Empleado de la oficina municipal          |                    |               |
| 2021 | Emergency Declaration              | 비상선언                  | Yoon-seok, pasajero del avión             |                    | [ 26 ]        |
| 2022 | Missing Yoon                       | 윤시내가 사라졌다         | Hak-cheol                                 |                    |               |
| 2022 | Hunt                               | 헌트                      | Shin Ki-cheol, agente norcoreano          |                    | [ 27 ]        |
| 2023 | So Long, See You Tomorrow          | 안녕, 내일 또 만나        | Padre de Dong-jun                         |                    |               |
| 2023 | Concrete Utopia                    | 콘크리트 유토피아         | Miembro de la Asamblea Nacional           | Aparición especial |               |
| 2024 | Dolphin                            | 돌핀                      | Hyeon-sik                                 |                    | [ 28 ]        |
| 2024 | A Good Boy                         | 양치기                    | Myung-jun                                 |                    |               |
| 2024 | How Have You Been                  | 오랜만이다                | Padre de Yeon-kyeong                      |                    | [ 29 ]        |

### Series de televisión
| Año     | Título                             | Papel                             | Canal   | Notas                            | Ref.          |
| ------- | ---------------------------------- | --------------------------------- | ------- | -------------------------------- | ------------- |
| 2012    | How Long I've Kissed               |                                   | JTBC    |                                  |               |
| 2014    | Three Days                         | Kim Hyo-sun                       | SBS     |                                  |               |
| 2015    | Heard It Through the Grapevine     | Butler Park                       | SBS     |                                  | [ 30 ]        |
| 2015    | Six Flying Dragons                 | Mayordomo de Im Gyeon-mi          | SBS     |                                  | [ 31 ]        |
| 2016    | Signal                             | Jung-soon                         | tvN     |                                  |               |
| 2016    | Mrs. Cop 2                         | Cha Seong-ho                      | SBS     |                                  |               |
| 2017    | Fight for My Way                   | Baek Jang-soo                     | KBS2    |                                  |               |
| 2017    | Live Up to Your Name               |                                   | tvN     |                                  |               |
| 2017    | Hello, My Twenties!                | Padre de Jo-eun                   | JTBC    |                                  |               |
| 2017    | Jugglers                           |                                   | KBS2    |                                  |               |
| 2018    | Something in the Rain              |                                   | JTBC    |                                  | [ 32 ]        |
| 2019    | He Is Psychometric                 | Cura en la catedral               | tvN     | Episodios 2 y 4                  |               |
| 2019    | Beautiful World                    | Sin Dae-gil                       | JTBC    |                                  | [ 33 ] [ 34 ] |
| 2019    | Una noche de primavera             | Dueño del bar habitual de Ki-seok | MBC     |                                  |               |
| 2019    | When the Devil Calls Your Name     | Agresor                           | tvN     | Episodios 1-2                    |               |
| 2019    | The Lies Within                    | Kang Man-soo                      | OCN     |                                  | [ 35 ] [ 36 ] |
| 2019    | Black Dog: Being A Teacher         | Yeo Se-chang                      | tvN     |                                  | [ 37 ]        |
| 2020    | The Game: Towards Zero             | Seo Dong-cheol                    | MBC     |                                  | [ 38 ]        |
| 2020    | Holo, mi amor                      |                                   | Netflix | Serie web                        |               |
| 2020    | The Cursed                         | Director de Joong-Ang Ilbo        | tvN     |                                  |               |
| 2020    | Forest of Secrets                  | Oh Joo-seon                       | tvN     | Segunda temporada                | [ 8 ]         |
| 2020    | Do You Like Brahms?                | Padre de Song                     | SBS     |                                  | [ 8 ]         |
| 2021    | Voice                              | Yeom Byeong-cheol                 | OCN     | Cuarta temporada                 |               |
| 2022    | Crazy Love                         | Lee Yong-goo                      | KBS2    |                                  | [ 39 ] [ 40 ] |
| 2022    | Woo, una abogada extraordinaria    | Juez                              | ENA     | Episodio 1                       |               |
| 2022    | If You Wish Upon Me                |                                   | KBS2    |                                  |               |
| 2022    | The Empire                         | Padre de Hong Nan-hee             | JTBC    | Aparición especial               | [ 41 ]        |
| 2022    | La venganza de los otros           |                                   | Disney+ | Serie web                        |               |
| 2022    | Summer Strike                      | Kwak Doo-hee                      | ENA     |                                  | [ 42 ]        |
| 2022-23 | Poong, the Joseon Psychiatrist     | Magistrado Seo Hyun-ryeong        | tvN     |                                  | [ 8 ]         |
| 2023    | La canción de los bandidos         | Jefe de departamento Ji           | Netflix | Serie web                        |               |
| 2023    | Queenmaker                         |                                   | Netflix | Serie web                        |               |
| 2023    | Vigilante                          | Jefe Eun Nam-soo                  | Disney+ | Serie web                        |               |
| 2023    | Delightfully Deceitful             | Han Jae-suk                       | tvN     |                                  | [ 43 ]        |
| 2023    | De vuelta en Samdal-ri             | Boo Dae-sung                      | JTBC    |                                  |               |
| 2024    | El romance de medianoche en hagwon | Profesor de la escuela Chanyoung  | tvN     |                                  |               |
| 2024    | Good Partner                       | Kim Jong-bok                      | SBS     | Aparición especial, ep. 3, 5, 14 | [ 44 ]        |
| 2025    | My Dearest Nemesis                 | Padre de Ha-jin                   | tvN     |                                  |               |
| 2025    | Corazones enterrados               | Kang Seong                        | SBS     |                                  | [ 45 ]        |
| 2025    | The Art of Negotiation             | Kim Woo-cheol                     | JTBC    |                                  | [ 10 ]        |
| 2025    | Hiper Knife                        | Kim Myeong-jin                    | Disney+ | Serie web                        | [ 46 ]        |
| 2025    | Sin piedad para nadie              | Han Seok-yoon                     | Netflix | Serie web                        |               |